# Sint-Goriks-Oudenhove
Sint-Goriks-Oudenhove is een dorp in de Belgische provincie Oost-Vlaanderen en een deelgemeente van de stad Zottegem, het was een zelfstandige gemeente tot aan de gemeentelijke herindeling van 1971. Het dorp is gelegen in de Zwalmstreek (Vlaamse Ardennen).

## Geschiedenis
De oudste geattesteerde vorm van deze nederzettingsnaam werd gevonden door Maurits Gysseling in het Latijns Fonds van de Nationale Bibliotheek van Parijs en dateert uit 1172: oudenhoua sancti gaugerici. In 1172 werd door bisschop Nicolaus van Kamerijk aan abt Gillebertus de plechtige overdracht gedaan van het bezit en de inkomsten van de kerk van Sint-Goriks-Oudenhove .
Andere attestaties zijn oudenoue sancti gaugerici, sente goriicx oudenhouene en sente guericx haudenhoue. De plaats werd in de 15de eeuw ook vermeld als sente gheericx houdenhoue, maar dat is een schrijffout van de scribent. De naam heeft eenzelfde oorsprong als Sint-Maria-Oudenhove en zou liggen bij het ontstaan van een gemeenschap rond een hof dat er altijd (vanouds) heeft gestaan. Oudenhove kan dan geïnterpreteerd worden als "het oude hof" .
Sint-Goriks-Oudenhove hing af van de baronie van Zottegem. Al in 1172 stond er een kasteelwoning (met herenwoning, brouwerij, windmolen, boerderij), het Huys t'Audenhove (in leen van de heren van Zottegem) 
. In de 15de en ook nog begin 18de eeuw was het in het bezit van de familie de Vilain (heren van Ressegem en Izegem), waardoor het ook t Goed van Resseghem of t Goed van Iseghem werd genoemd. In 1769 verkochten de erfgenamen van de Vander Meerens wat ervan restte; het geheel werd omgebouwd tot hoeve 

## Bezienswaardigheden
- De Sint-Gorikskerk bevat Romaanse elementen die teruggaan tot de 12de eeuw. Op het Kruiswaterplein werd in 2019 in het kader van een landschapsbelevingsproject van Toerisme Vlaamse Ardennen en Regionaal Landschap Vlaamse Ardennen een zitbank met ijzerzandsteen geplaatst en ook een 'krabsteen', een verwijzing naar de bouwmaterialen van de Sint-Gorikskerk. [10]
- Het Wolvenhof aan de Wolvenhoek.
- Het authentieke volkscafé In de Zavelput (uit 1931) op de Langendries, waar verschillende films en tv-series werden opgenomen (Clan, Flying Home [11], Blijf!)[12][13][14][15].[16]
- De Kapel ten Bosse (1836)
- In Sint-Goriks-Oudenhove wordt jaarlijks in januari een carnavalsstoet gehouden, onderdeel van Zottegem Carnaval.

## Natuur en landschap
Sint-Goriks-Oudenhove ligt in de Vlaamse Ardennen op een hoogte van 25-92 meter. Ten westen van de dorpskom stroomt de Zwalm in noordelijke richting.
- Op de grens met Erwetegem (Traveinsbeek) ligt natuurgebied Steenbergse bossen.
- Het Mijnwerkerspad in natuurgebied Middenloop Zwalm is het verharde gedeelte van de vroegere spoorlijn Zottegem - Brakel - Elzele (Ellezelles), die deel uitmaakte van de spoorlijn 82 (Aalst - Elzele). De spoorlijn werd in 1963 afgeschaft. Tot dan bracht het "Fosttreintje" mijnwerkers van Zottegem en omstreken, naar de Borinage (Henegouwse steenkoolmijnen).  Sinds 1978 werd een gedeelte (van de Slijpstraat te Sint-Goriks-Oudenhove tot Opbrakel) als recreatieve weg ter beschikking gesteld van wandelaars en fietsers.
- Bij wielrenners zijn de hellingen De Vlamme, Kortendries, Langendries en Wolvenhoek bekend.

## Demografische ontwikkeling
- Bronnen:NIS, Opm:1831 tot en met 1970=volkstellingen

## Afbeeldingen

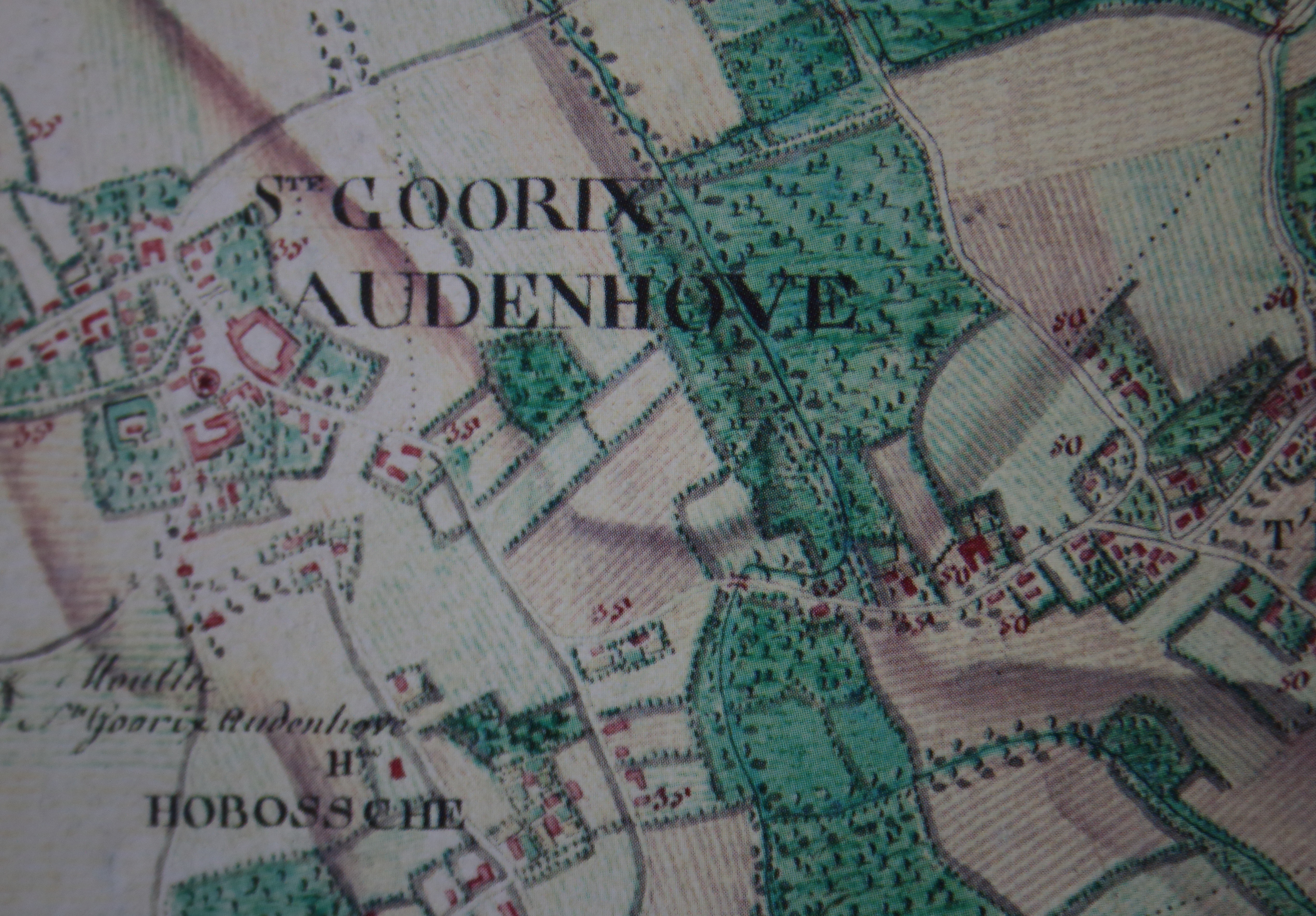
Sint-Goriks-Oudenhove op de Ferrariskaart
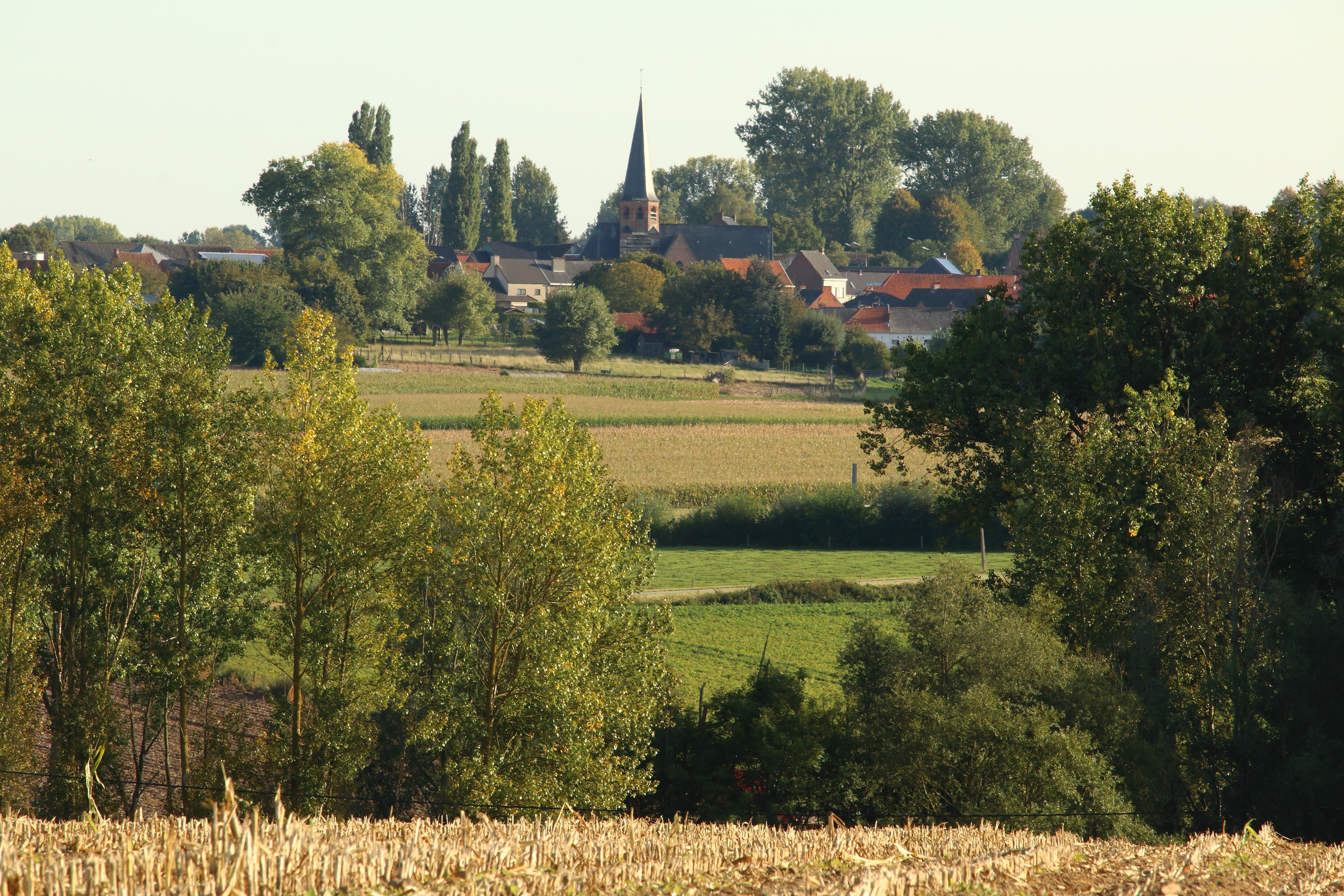
Algemeen gezicht op het dorp
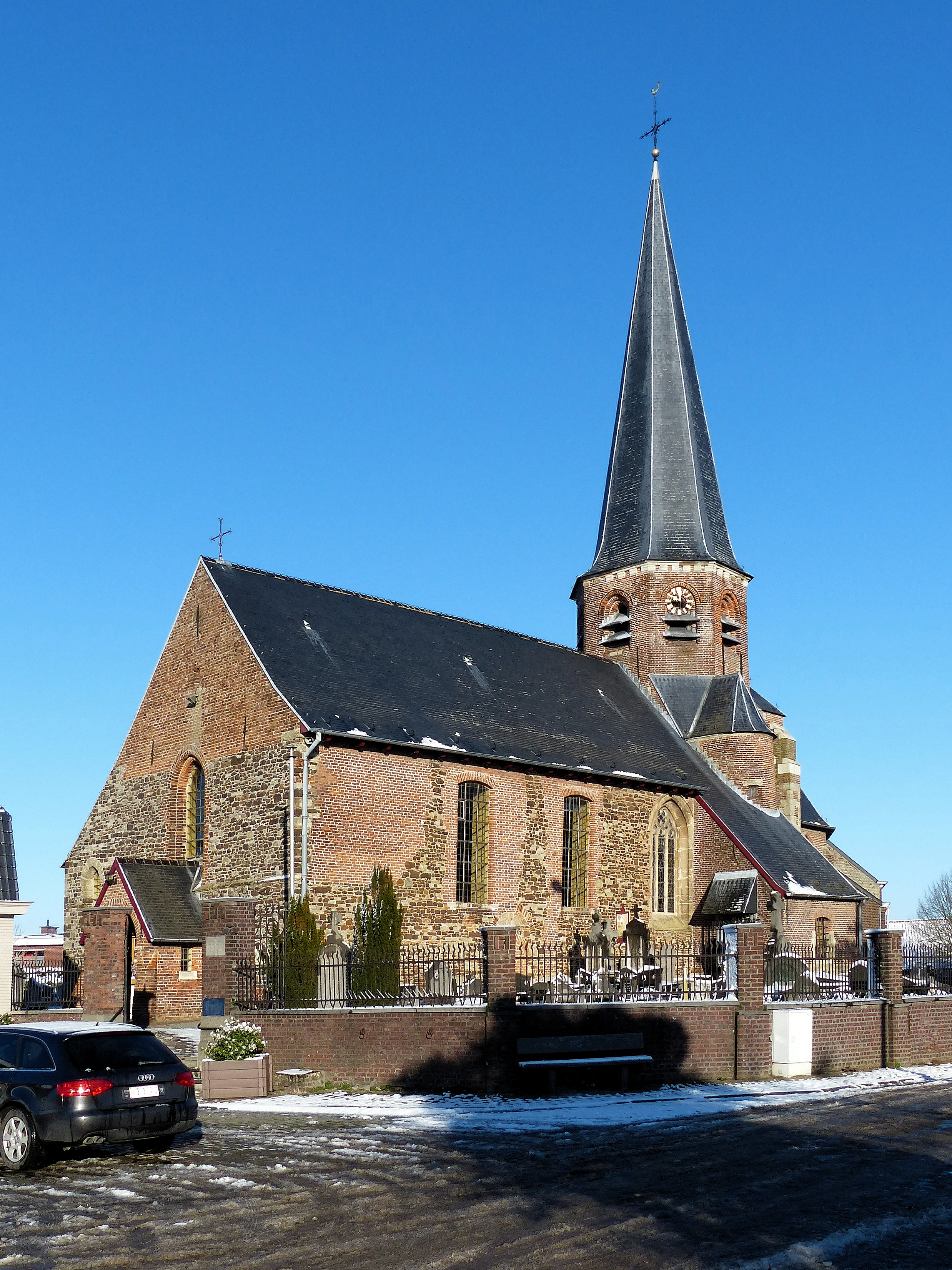
Sint-Gorikskerk
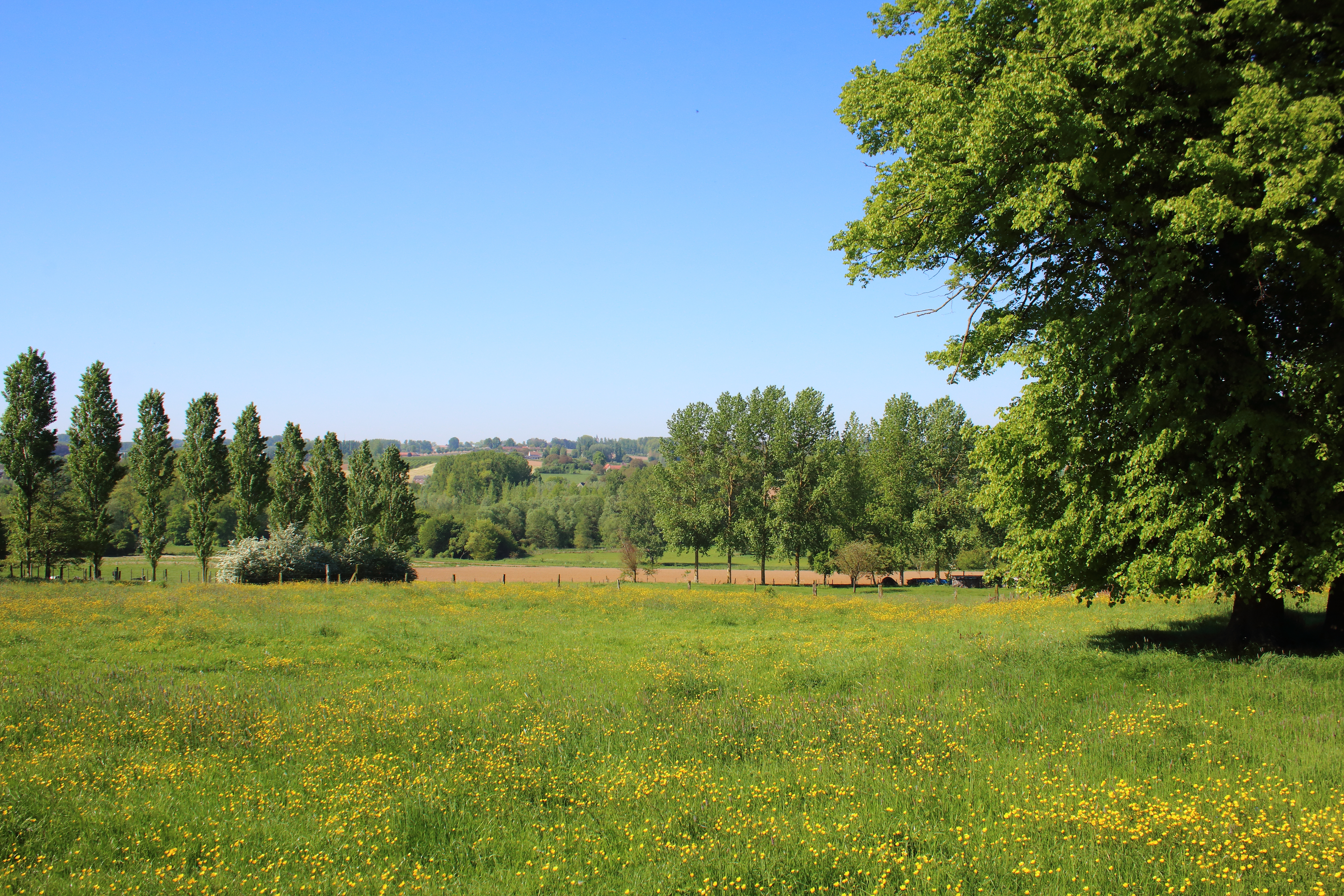
Zwalmvallei gezien vanaf de Langendries
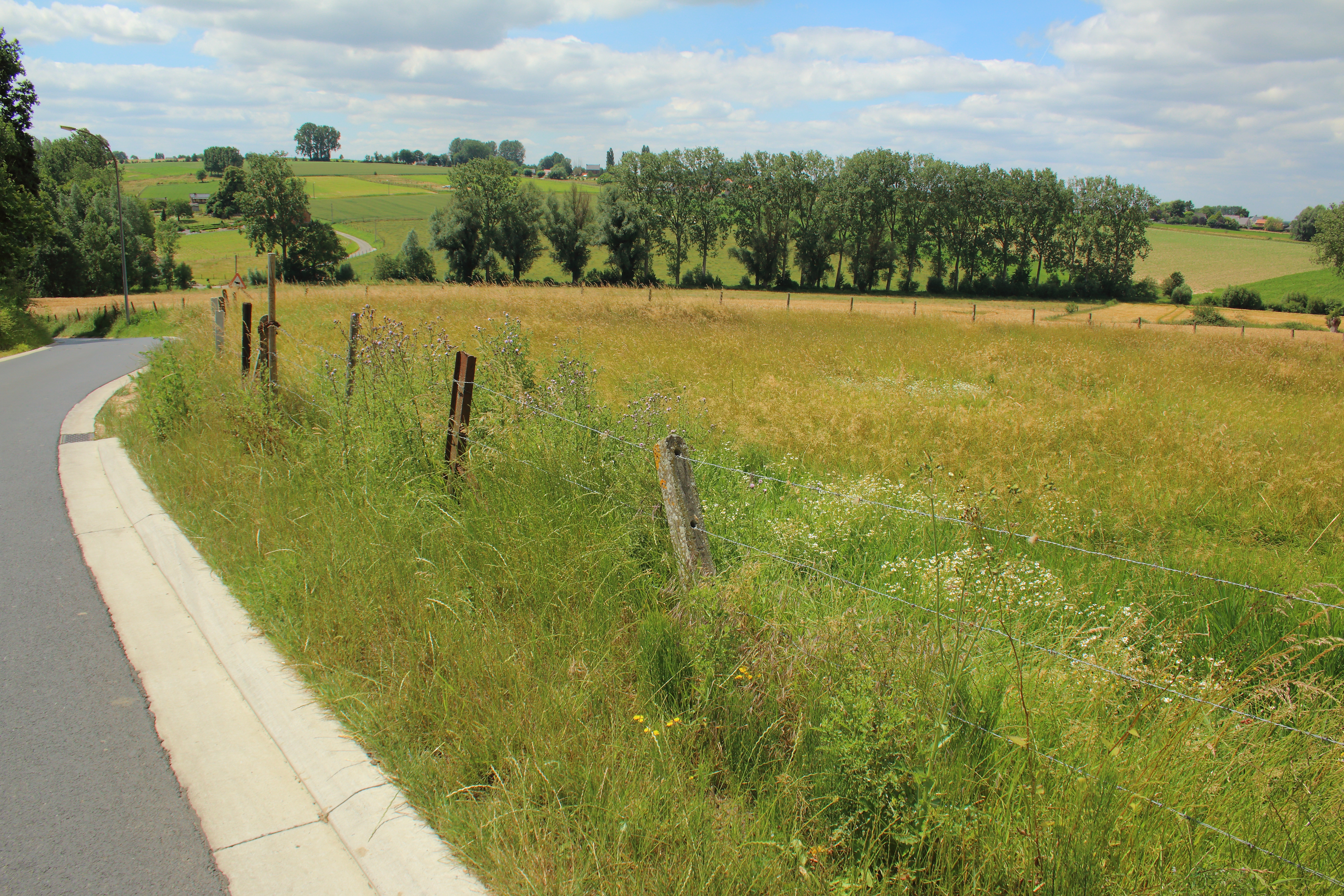
De Vlamme
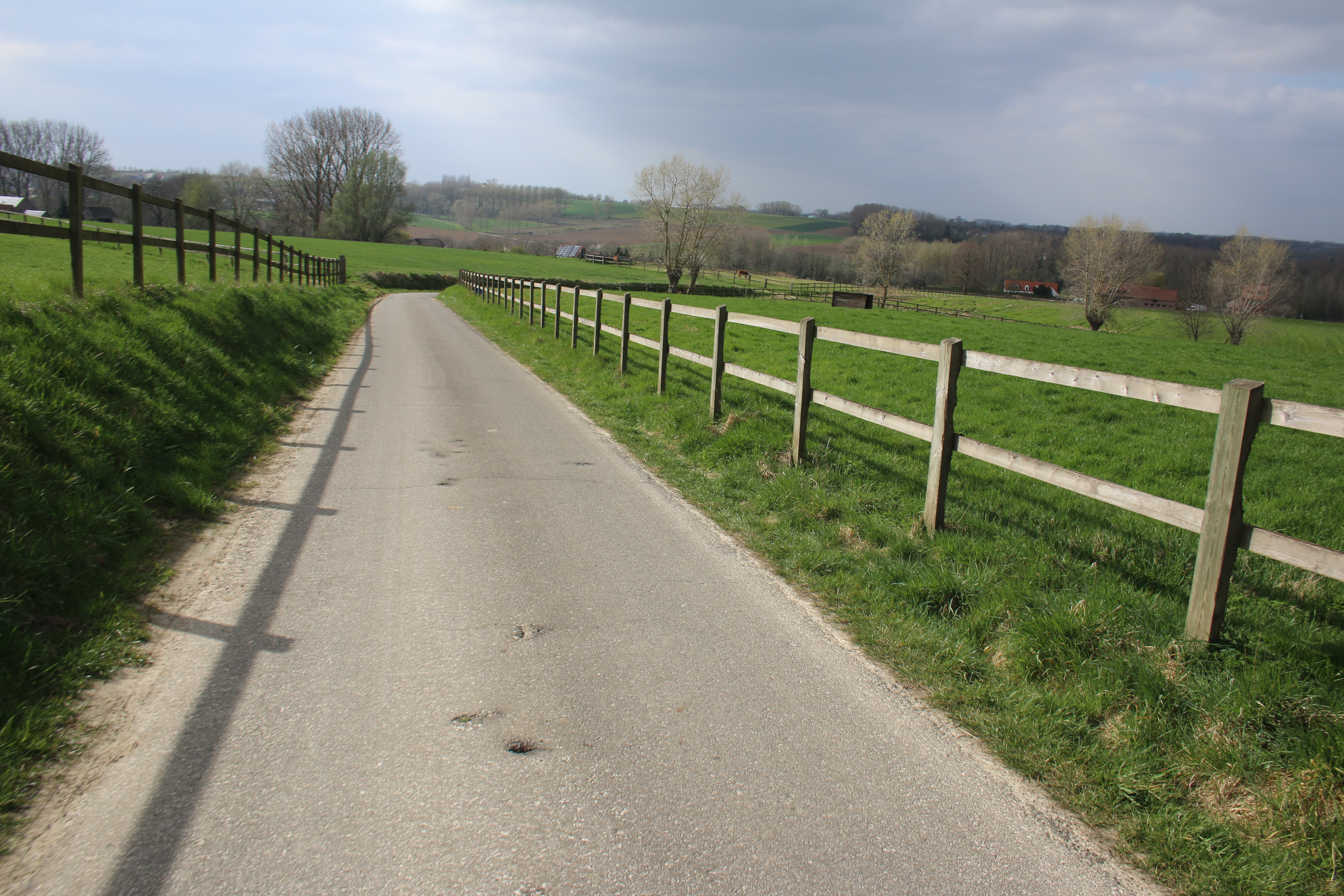
Wolvenhoek
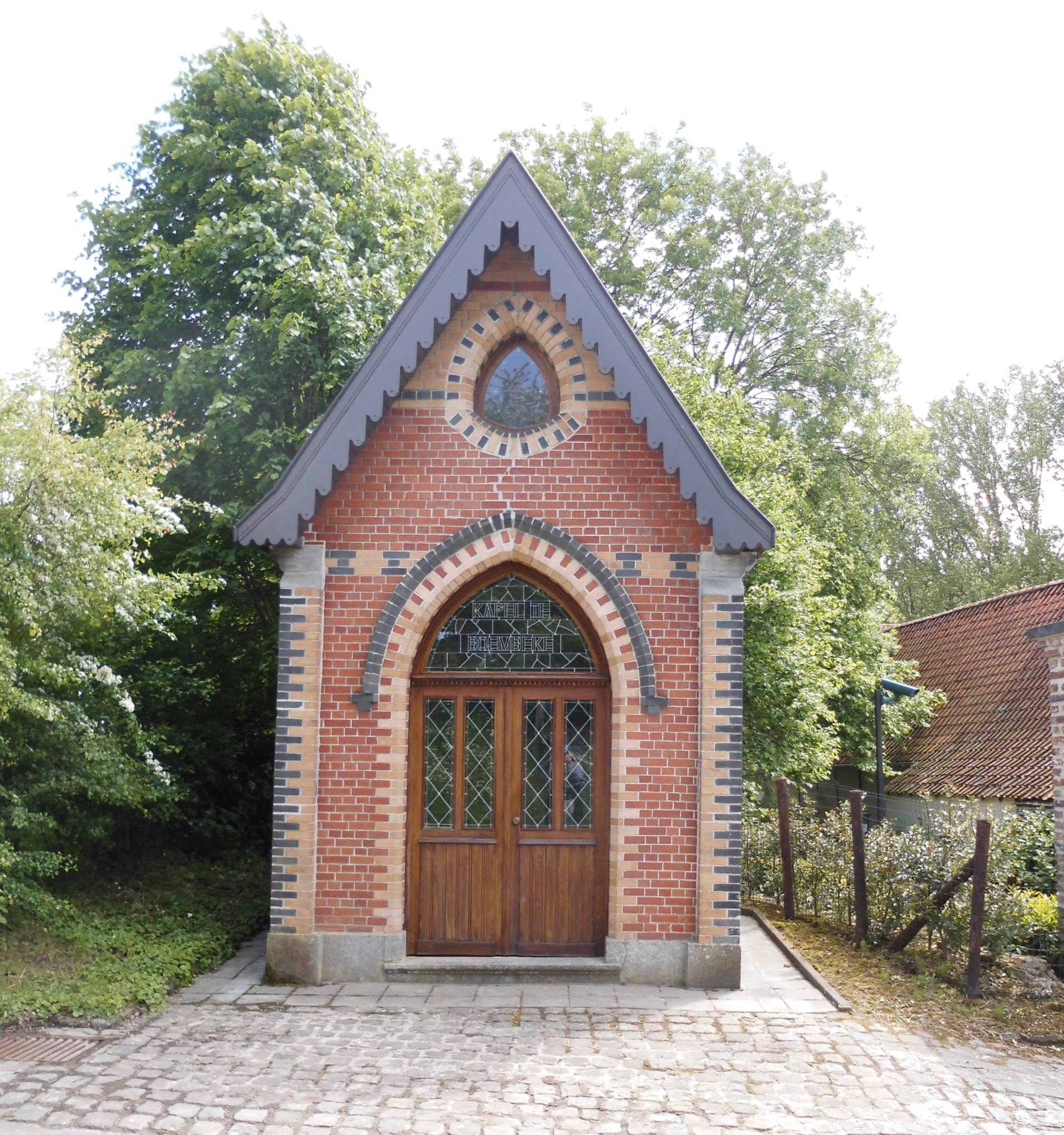
Kapel op de Langendries
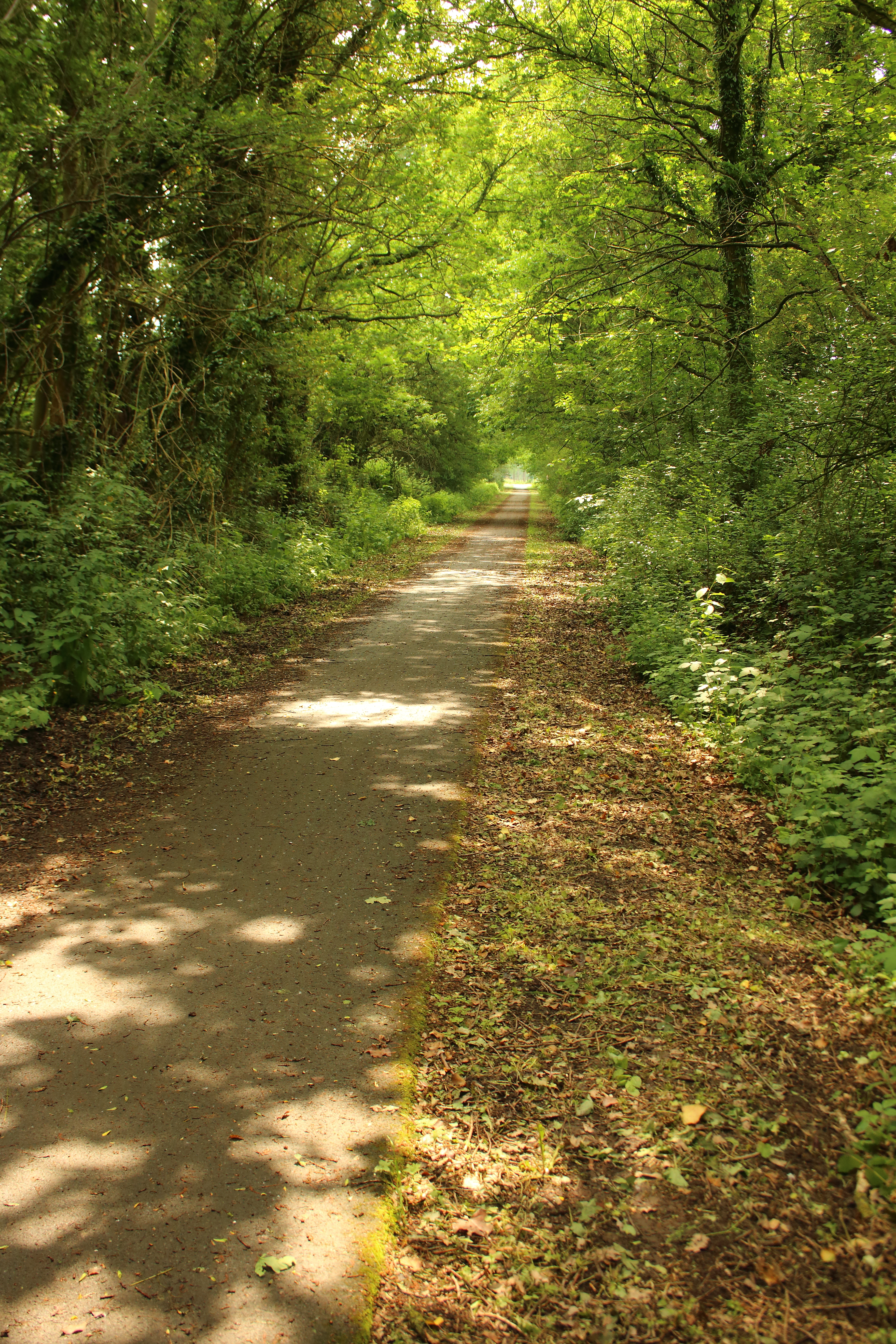
Het Mijnwerkerspad

## Evenementen
- Carnaval: vrijdag op of na 6 januari.
- Ruiterommegang: derde zondag van mei.

## Sport
In Sint-Goriks-Oudenhove speelt de voetbalclub WK Sint-Goriks.

## Nabijgelegen kernen
Rozebeke, Michelbeke, Sint-Maria-Oudenhove, Strijpen, Zottegem